# Petko Petkow (ur. 1968)
Petko Petkow (ur. 29 marca 1968 w Sofii) – bułgarski piłkarz oraz trener piłkarski.

## Kariera piłkarska i szkoleniowa

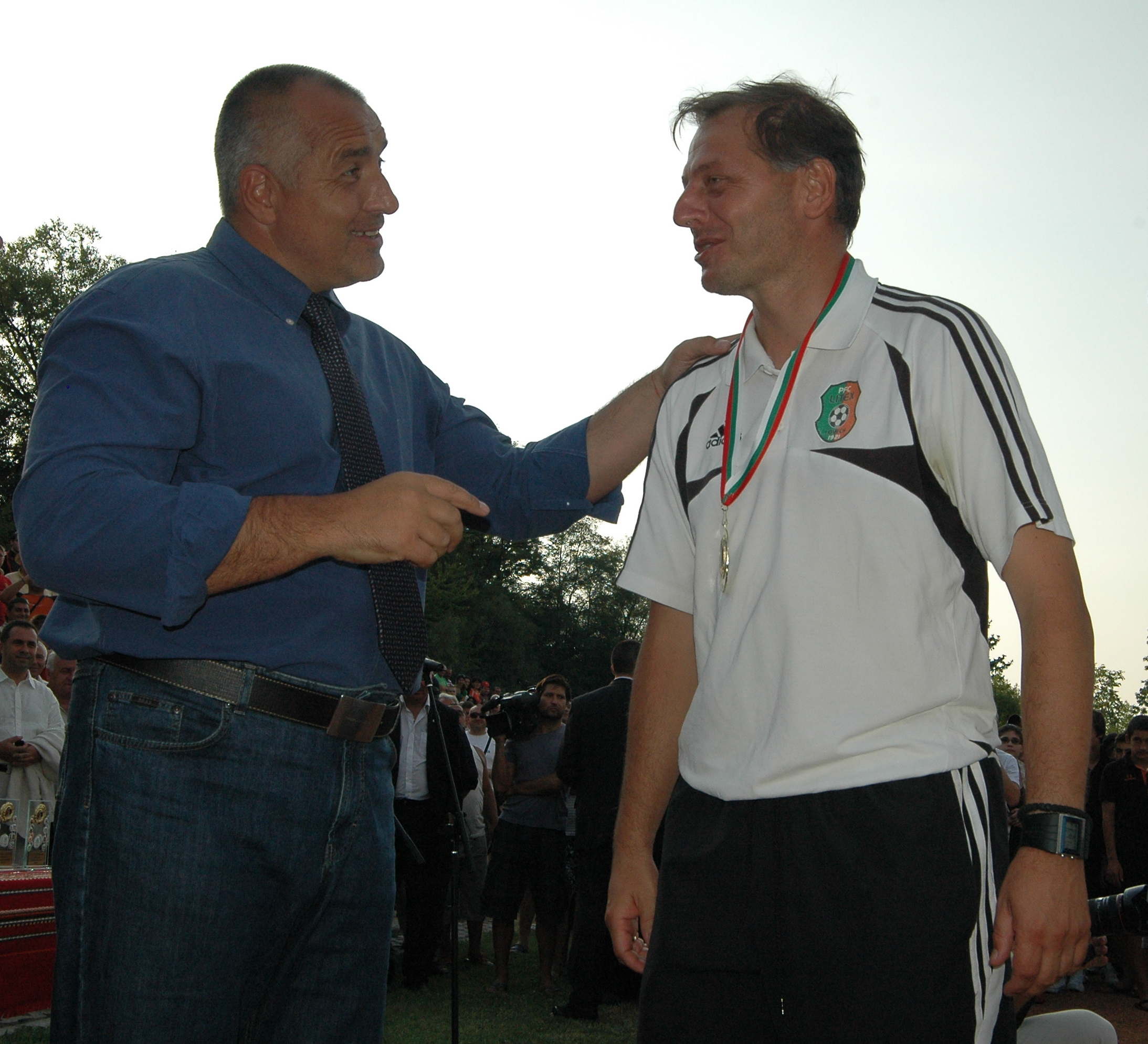
Z premierem Bułgarii, Bojkiem Borisowem

Jako zawodnik związany był z dwoma klubami z rodzinnej Sofii, występującymi wówczas w niższych ligach: Akademikiem i Septemwri. Jednak karierę piłkarską zakończył już w wieku dwudziestu pięciu lat z powodu kontuzji.
Dwa lata później rozpoczął pracę szkoleniową. Był trenerem juniorów oraz asystentem pierwszego szkoleniowca w kilku klubach pierwszo- i drugoligowych, m.in. Lewskim Sofia (młodzież), Miniorze Pernik (asystent), saudyjskiej Al-Nadżimie (asystent) oraz w dwu drużynach, z którymi związany był podczas kariery zawodniczej. W tym okresie zdobył mistrzostwo kraju z chłopcami urodzonymi w latach 1984–1985 z Akademiku.
W 2006 na kilka lat związał się z Liteksem Łowecz. Jako asystent współpracował m.in. z Ljubomirem Petroviciem, Stanimirem Stoiłowem i Angełem Czerwenkowem, z którym w sezonie 2009–2010 wywalczył tytuł mistrza Bułgarii.
Po jego zwolnieniu w lipcu 2010 tymczasowo przejął obowiązki pierwszego trenera. W tym czasie wygrał mecz z Beroe Starą Zagorą o Superpuchar Bułgarii, a w lidze zanotował trzy zwycięstwa i dwa remisy. Na początku września został zastąpiony przez Ljubosława Penewa i powrócił na stanowisko asystenta.

## Sukcesy szkoleniowe
- Superpuchar Bułgarii 2010 z Liteksem Łowecz